# Louise Gned
Louise Gned, verheiratete Louise von Poißl, (um 1810 – nach 1846) war eine österreichische Opernsängerin (Sopran).

## Leben
Gned, die Tochter des Schauspielerehepaares Josef und Elise Gned, trat ebenso wie ihre Geschwister Nina, Franz und Pepi schon um 1821/22 als Kinderdarstellerin in der von Friedrich Zöllner geleiteten Kindergesellschaft des Deutschen Theaters Pest auf. Als Sängerin hatte sie erste Erfolge in Pest und Prag. Von 1838 bis 1839 war sie am Hoftheater von Darmstadt tätig. 1839 bis 1841 arbeitete sie gastierend, u. a. in Frankfurt am Main, wo sie die Königin der Nacht (Die Zauberflöte) sang, und kehrte 1841 nach Darmstadt zurück, wo sie bis 1844 blieb. Von 1844 bis 1845 war sie am Opernhaus Düsseldorf, von 1845 bis 1846 am Hoftheater Detmold. 1846 ging sie an das Stadttheater von Rostock, danach verliert sich ihre Spur.
Ihre Schwester war Nina Gned, ebenfalls Opernsängerin (Alt). Verheiratet war sie mit dem Opernsänger (Bariton) Zacharias von Poißl.